# 76e division d'infanterie (Allemagne)
Pour les articles homonymes, voir 76e division.
La 76e division d'infanterie (allemand : 76. Infanterie-Division, abrégé 76. ID) est une division d'infanterie de l'armée de terre allemande durant la Seconde Guerre mondiale.
Créée en août 1939, la division participe à la campagne de l'Ouest en 1940 puis l'année suivante à l'invasion de l'URSS, elle prend ainsi part à la bataille de Stalingrad où elle est encerclée et détruite début 1943. Reconstituée, elle est envoyée en Italie puis sur le front de l'Est à la fin de l'année, elle y combat jusqu'à la fin de la guerre.

## Historique
La 76e division d'infanterie est créée le 26 août 1939 à partir de l'Infanterie-Kommandeur 23 à Brandebourg et de la 23e division d'infanterie. Elle est placée en réserve de la 5e armée dans la région du Westerwald et de Siegburg, puis en octobre elle est transférée au sud de Bad Kreuznach, en réserve de la 1re armée et enfin en décembre la division gagne la région de Trèves, à la 16e armée. Elle est impliquée dans le plan d'offensive à l'ouest : la division de Maximilian de Angelis, l'une des trois du XXIIIe corps d'armée (16e armée), doit passer la frontière luxembourgeoise au sud de Remich et atteindre la zone entre Mondorf et la Moselle. La division forme deux Jagdgruppen sur les six qui devront venir renforcer rapidement les forces aéroportés envoyés par la 34e division d'infanterie pour se saisir des principaux points de passages supposés de la cavalerie française pour empêcher son intervention au Luxembourg et ne pas ralentir ainsi la mise en place défensive de la 16e armée.
- France : mai 1940 - Novembre 1940
  - La Division participe à la bataille de France avec la 16. Armee
- Pologne : novembre 1940 - printemps 1941
- Balkans
  - Du 6 avril au 28 mai 1941 elle est engagée dans la bataille de Grèce
- Front de l'Est, secteur Sud : juin 1941 - Janvier 1943
  - Opération Barbarossa, elle est incorporée dans la 11. Armee et combat de Roumanie en l'Union Soviétique
  - Operation Fall Blau
  - Bataille de Stalingrad : septembre 1942 - Janvier 1943
    - Septembre 1942 : la division défend l'isthme entre le Don et la Volga au nord de Stalingrad, elle constitue l'aile droite du VIII. Armeekorps à la jonction avec le XIV. Panzerkorps. Les Russes qui cherchent à briser l'encerclement de Stalingrad et à isoler le XIV. Panzerkorps, identifient la 76 ID comme un point faible et en font la cible principale des offensives de Kotlouban. La division parviendra à stopper l'offensive russe mais au prix de pertes telles (elle perd 3 de ses 9 bataillons) qu'elle sera retirée du front et remplacée par la 113 ID le 30 septembre 1942[3].
La 76e ID n'a donc pas participé à l'assaut allemand dans la ville, contrairement à une erreur fréquemment reprise, qui selon David Glantz a pour origine les mémoires de Tchouïkov[4].
    - 23 novembre 1942 : La division est prise dans l'encerclement de Stalingrad à la suite de l'opération Uranus.
    - 31 janvier 1943 : L’unité disparaît après la capitulation des forces allemandes du Maréchal Paulus.
- France : avril 1943 - août 1943 (reformée par l'OB West le 17 février 1943 en France dans la région de Saint-Nazaire)
- Italie : août 1943 - Octobre 1943
- Front de l'Est, secteur Sud : octobre 1943 - Octobre 1944
  - mai 1944 absorbe les survivants de la Jäger-Regiment 9 (L) de la 5. Feld-Division (L) lors de sa dissolution.
  - septembre 1944 après avoir subi de lourdes pertes à Iași en Roumanie, la division est retirée du front pour son réaménagement.
- Hongrie : octobre 1944 - Janvier 1945
- Tchécoslovaquie : janvier 1945 - Mai 1945

## Commandant
| Date                                 | Grade                  | Nom                                     |
| ------------------------------------ | ---------------------- | --------------------------------------- |
| 1er septembre 1939 - 26 janvier 1942 | General der Artillerie | Maximilian de Angelis                   |
| 26 janvier 1942 - 1er avril 1943     | Generalleutnant        | Carl Rodenburg                          |
| 1er avril 1943 - juillet 1944        | General der Infanterie | Erich Abraham                           |
| Juillet 1944 - août 1944             | Generalleutnant        | Otto-Hermann Brücker                    |
| Août 1944 - 17 octobre 1944          | General der Infanterie | Erich Abraham                           |
| 17 octobre 1944 - 8 février 1945     | Generalleutnant        | Siegfried von Rekowski                  |
| 8 février 1945 - 14 février 1945     | Oberst                 | Dr. Wilhelm-Moritz Freiherr von Bissing |
| 14 février 1945 - mai 1945           | Generalmajor           | Erhard-Heinrich Berner                  |

## Ordre de Bataille
1939
- Infanterie-Regiment 178
- Infanterie-Regiment 203
- Infanterie-Regiment 230
- Aufklärungs-Abteilung 176
- Artillerie-Regiment 176
- Pionier-Bataillon 176
- Panzerabwehr-Abteilung 176, renommé Panzerjäger-Abteilung 176 le 1er avril 1940[5]
- Infanterie-Divisions-Nachrichten-Abteilung 176
- Infanterie-Divisions-Nachschubführer 176

Novembre 1942
- Grenadier-Regiment 178
- Grenadier-Regiment 203
- Füsilier-Regiment 230
- Radfahr-Abteilung 176
- Artillerie-Regiment 176
- Pionier-Bataillon 176
- Panzerjäger-Abteilung 176
- Nachrichten-Abteilung 176
- Feldersatz-Bataillon 176
- Versorgungseinheiten 176

Février 1944
- Grenadier-Regiment 178
- Grenadier-Regiment 203
- Füsilier-Regiment 230
- Füsilier-Bataillon 76
- Artillerie-Regiment 176
- Pionier-Bataillon 176
- Panzerjäger-Abteilung 176
- Nachrichten-Abteilung 176
- Feldersatz-Bataillon 176
- Versorgungseinheiten 176